# Qntal
I Qntal sono un gruppo electro-medieval rock tedesco fondato nel 1991 da Michael Popp ed Ernst Horn. Ai due si aggiunse in seguito la cantante Syrah (vero nome Sigrid Hausen). Le origini dei Qntal, i cui membri principali sono ora Michael Popp e Syrah, vanno ricercate nella precedente band degli Estampie, che eseguiva una musica dello stesso genere ma con un differente stile. Ernst Horn ha abbandonato il gruppo nel 1999 per concentrarsi sull'altro complesso di cui faceva parte, i Deine Lakaien,  e nel 2001 ha fondato gli Helium Vola. Ai Qntal si è invece aggregato Fil (vero nome Philipp Groth).
I testi del gruppo sono tratti principalmente da fonti storiche. Nei loro primi tre album erano scritti in latino, tedesco medievale ed in alcune altre lingue europee, mentre in Qntal IV il gruppo ha deciso di includere nel loro repertorio anche alcuni brani cantati in inglese.
Qntal è una parola inventata che è apparsa a Sirah durante un sogno, ed il gruppo nel corso del tempo l'ha pronunciata in vari modi diversi.
I Qntal hanno partecipato esibendosi come gruppo principale a vari festival musicali di genere Goth e Industrial come il Wave Gotik Treffen di Lipsia e il M'era Luna Festival di Hildesheim.

## Membri
- Syrah (1991 - )  canto
- Ernst Horn (1991 - 1999)
- Michael Popp (1991 - ) canto, viella, saz, shalmei, oud, tar
- Philipp "Fil" Groth (2002 - ) tastiere, canto, chitarre, programmazione

## Discografia

### Album ed EP
- 1992 - Qntal I
- 1995 - Qntal II
- 2003 - Qntal III: Tristan und Isolde
- 2005 - Illuminate EP
- 2005 - Qntal IV : Ozymandias
- 2006 - Qntal V: Silver Swan
- 2008 - Qntal VI: Translucida
- 2014 - Qntal VII

### Edizioni speciali
- 2006 - Qntal V: Silver Swan 2CD ( Noir Records—Edizione speciale comprendente un artwork di Brian Froud

### Brani inclusi in raccolte
- 1993 - Por Mau Tens in German Mystic Sound Sampler Volume IV Zillo
- 1993 - Ad Mortem Festinamus in We Came To Dance - Indie Dancefloor Vol. III Sub Terranean
- 2005 - Ecce Gratum (Club Mix) in Asleep by Dawn Magazine Presents: DJ Ferrets Underground Mix #1 Asleep su Dawn Magazine
- 2005 - Entre Moi Et Mon Amin in Sleepwatching, Vol. 1 DVD Asleep su Dawn Magazine
- 2006 - Von Den Elben Music Video in Asleep By Dawn - DJ Ferret's Underground Mix #2 CD/DVD Asleep su Dawn Magazine
- 2008 - Von Den Elben Music Video in Beautiful voices volume III